# Nienawiszcz
Nienawiszcz (prononciation : [ɲeˈnaviʂt͡ʂ]) est un village polonais de la gmina de Rogoźno dans le powiat d'Oborniki de la voïvodie de Grande-Pologne dans le centre-ouest de la Pologne.
Il se situe à environ 8 kilomètres au sud de Rogoźno (siège de la gmina), à 13 kilomètres à l'est d'Oborniki (siège du powiat) et à 32 kilomètres au nord de Poznań (capitale de la Grande-Pologne).

## Histoire
De 1975 à 1998, le village faisait partie du territoire de la voïvodie de Piła.

Depuis 1999, Nienawiszcz est situé dans la voïvodie de Grande-Pologne.
Le village possède une population de 93 habitants en 2006.